# ASCOT (Medizin)
ASCOT – als Abkürzung für Anglo-Scandinavian Cardiac Outcomes Trial – ist eine große europäische klinische Studie, die 19.342 Bluthochdruckpatienten einschloss. Anfang April 2003 wurden im The Lancet als ASCOT-LLA (LLA für lipid-lowering arm) die Ergebnisse jener Teilstudie veröffentlicht, die den Nutzen der zusätzlichen Gabe des Statins Atorvastatin beleuchtete. In der Folge sind auch die weiteren Studienarme wie ASCOT-BPLA veröffentlicht worden.

## ASCOT-LLA

### Studienplanung
Zunächst wurden die Wirkungen zweier blutdrucksenkender Medikamente miteinander verglichen. Die Patienten, die von Hausarztpraxen ausgewählt wurden, mussten mindestens drei kardiovaskuläre Risikofaktoren aufweisen, um sich für die Teilnahme an der Studie zu qualifizieren. Daneben wurde die Auswirkung von Atorvastatin mit einer Placebogabe verglichen, wobei gefordert war, dass die Patienten ein Gesamtcholesterin von 250 mg/dl (6,5 mmol/l) oder niedriger hatten. Sinn dieser Untersuchung war somit, die Auswirkung eines Statins auf Patienten mit einem normalen Cholesterinspiegel zu untersuchen.

### Studienteilnehmer
Die Studienpopulation war aus 95 % Weißen und 81 % Männern zusammengesetzt und hatte ein Durchschnittsalter von 63 Jahren. Das Gesamtcholesterin lag im Mittel bei 213 mg/dl (5,5 mmol/l), das LDL-Cholesterin bei 131 mg/dl (3,4 mmol/l), das HDL-Cholesterin bei 50 mg/dl (1,3 mmol/l).
Von den 10.000 qualifizierten Patienten erhielt die eine Hälfte ein Placebo, die andere täglich 10 mg Atorvastatin. Geplant war die Studie für eine Zeitdauer von 5 Jahren, aufgrund statistisch signifikanter Ergebnisse wurde sie jedoch nach ca. 3,5 Jahren abgebrochen.

### Resultate
Nach 3,5 Jahren hatte Atorvastatin die durchschnittlichen Gesamtcholesterinwerte um 24 % und das LDL-Cholesterin um 35 % gesenkt. Die Blutdruckwerte waren für beide Gruppen während der Studiendauer vergleichbar und lagen bei Studienende im Durchschnitt um 138/80 mm Hg.
Nicht tödlich verlaufenden Herzinfarkte und Todesfälle aufgrund von Herzerkrankungen waren in der Atorvastatingruppe um 36 % niedriger als in der Placebogruppe. Zusätzlich traten 27 % weniger Schlaganfälle auf, wobei hier jedoch keine notwendige Statistikanpassung vorgenommen wurde. Die Gesamtmortalität wurde (im Gegensatz zu Studiendaten von Simvastatin) nicht gesenkt.

## ASCOT-BPLA
Aufgrund der unterschiedlichen Blutdruckeinstellung in den Therapiearmen bleibt die Aussagekraft der Studie fraglich.